# フレディ・グランツマン
フレディ・グランツマン（Fredy Glanzmann, 1963年7月16日 - ）は、1980年代に活躍したスイスのノルディック複合選手である。1988年カルガリーオリンピック3x10km団体（ヒッポリト・ケンプ、アンドレアス・シャード）で銀メダルを獲得した。
世界選手権では1989年大会の3x10km団体で銀メダルを獲得している。